# Дюу, Ив
Ив Дюу (Yves Duhoux, род. 1942) — бельгийский филолог-классик, лингвист и микенолог.
Дюу с 1989 года работал приглашённым преподавателем в Лувенском католическом университете, в последнее время в качестве профессора.
Область интересов — древнегреческий язык и группа эгейских письменностей. Специализируется на греческих глаголах, древнегреческих диалектах и особенно микенском языке (Линейное письмо Б). Дальнейшие исследования Дюу посвящены Фестскому диску, до сих пор не дешифрованному памятнику этеокритского языка, письменность которого связана с Линейным письмом А, а также этеокипрскому языку.
В 1984 году удостоен Премии Жозефа Гантрелля (Prix Joseph Gantrelle).

## Избранная библиография
- Le Disque de Phaestos. Archéologie, épigraphie, édition critique, index. Préface de Michel Lejeune. Diff. J. Vrin, Paris, Louvain 1977.
- L'étéocrétois. Les textes, la langue. J. C. Gieben, Amsterdam 1982. — Rez. von Günter Neumann, in: Zeitschrift für vergleichende Sprachforschung 96, 1982/83, Ss. 301—303, (online).
- Les Langues du Linéaire A et du disque de Phaestos. Ediciones universidad de Salamanca, Salamanca 1983.
- Introduction aux dialectes grecs anciens. Problèmes et méthodes, recueil de textes traduits. Louvain-La-Neuve 1984, ISBN 2-87077-177-0.
- Le verbe grec ancien. Éléments de morphologie et syntaxe historiques. Peeters, Louvain-la-Neuve 1992, deuxième édition revue et augmentée 2000. — Rez. von Robert Plath, Gnomon 70, 1998, S. 97-100.